# أزمة لاجئي الروهينجا عام 2015

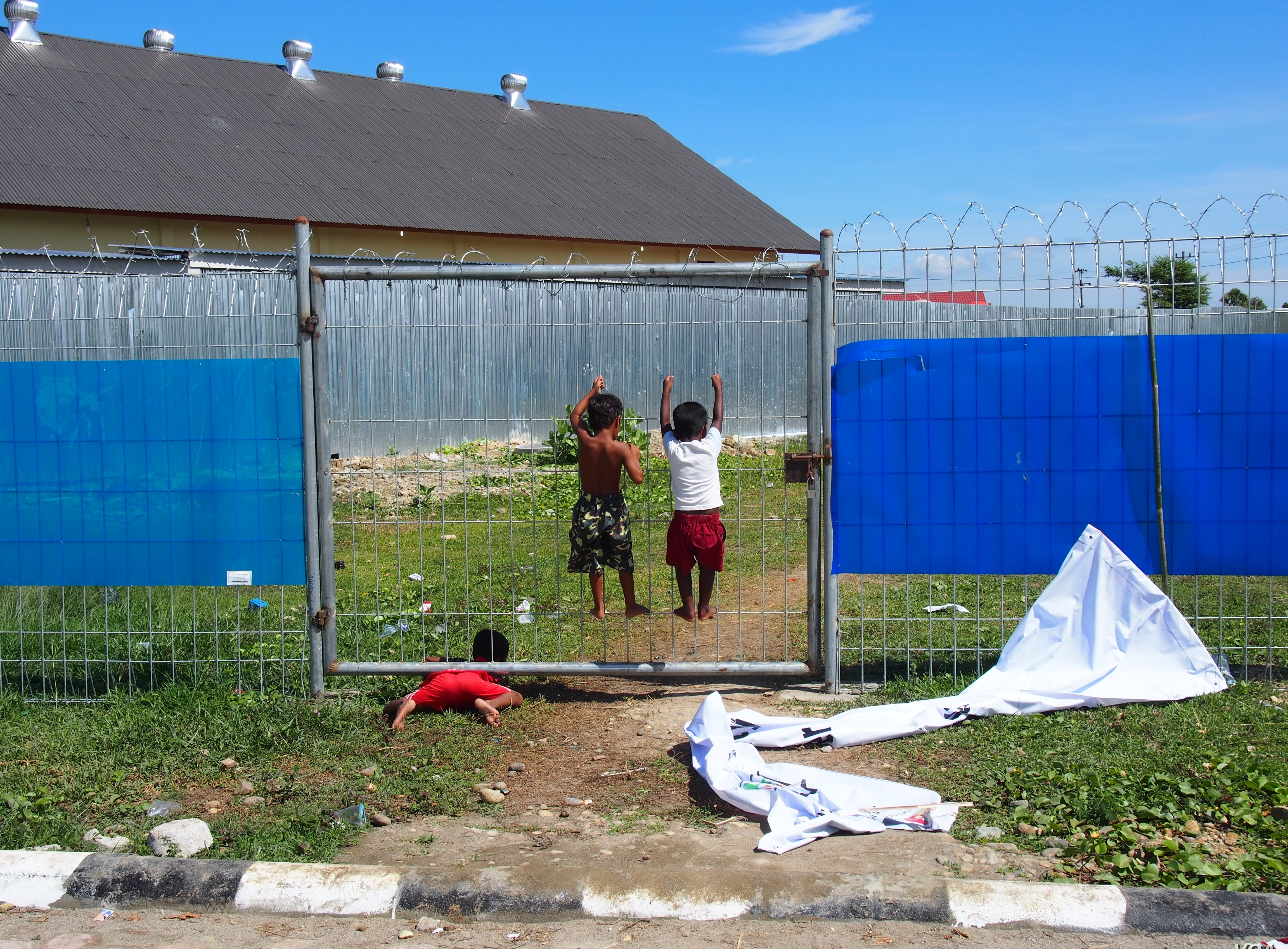

أزمة لاجئي الروهينجا في عام 2015 تشير إلى الهجرة الجماعية للناس من ميانمار في عام 2015، والذين لُقبوا من قبل وسائل الإعلام الدولية بصورة جماعية بلاجئي القوارب. سافر جميع الأشخاص الفارين تقريبًا إلى دول جنوب شرق آسيا، بما في ذلك بنغلاديش وماليزيا وإندونيسيا وتايلاند على متن قوارب هشة عبر مياه مضيق ملقا وبحر أندامان.
وتقدّر مفوضية الأمم المتحدة لشؤون اللاجئين أن حوالي 25 ألف شخص نُقلوا إلى القوارب منذ يناير وحتى مارس من عام 2015 من قبل مهربي المهاجرين. وهناك ادّعاءات بموت حوالي 100 شخص في إندونيسيا و200 في ماليزيا و10 في تايلاند أثناء رحلتهم بعد أن تخلى عنهم المهربون في البحر.
أصدر الباحثون من مبادرة الجنايات الدولية للدولة في جامعة كوين ماري بلندن تقريرًا يعتمد على وثائق حكومية مسربة تكشف عن تزايد العزل والمذابح المفرقة وقيود على الحركة على شعوب الروهينجا. ويشير الباحثون في تقريرهم إلى قيام حكومة ميانمار في المراحل الأخيرة بعملية إبادة جماعية منظمة ضد الروهينجا وقد دعت المجتمع الدولي إلى معالجة الحالة في حد ذاتها.

## خلفية
شعب الروهينجا هم أقلية مسلمة تعيش في ولاية راخين الغربية في ميانمار والتي كانت تُعرف باسم أراكان. ودين هذه الجماعة العرقية يتمثل بتغيير في الدين السني. ويعتبر شعب الروهينجا (كيانات بلا هوية) وذلك بسبب عدم اعتراف حكومة ميانمار بهم كمجموعة عرقية. وبالتالي فهم يفتقرون إلى الحماية القانونية من حكومة ماينمار. ويُعتبرون لاجئين من بنغلاديش ويواجهون أعمال عدائية شديدة في البلاد. ووصف شعب الروهينجا بأنه أحد أكثر الشعوب اضطهادًا على وجه الأرض. ويحاولون في كثير من الأحيان دخول دول جنوب شرق آسيا بشكل غير قانوني لطلب الدعم الإنساني من الدول المضيفة.
وفقًا لمورخين، فإن شعب الروهينجا كانوا يعيشون في أراكان (المعروفة الآن باسم راخين) منذ الأزل. وكانت هجرة العمال من الهند وبنجلاديش إلى ماينمار متزايدة خلال فترة الاستعمار البريطاني لميانمار (ثم بورما) بين عامي 1824 و1948. وكان هذا النوع من الهجرة يُعتبر حركة داخلية وفقًا لهيومن رايتس ووتش (HRW) لأن البريطانيين كانوا يديرون ميانمار كمقاطعة من الهند. وعلى الرغم من أن السكان الاصليين يرون هجرة العمال بصورة سلبية. وبعد استقلال ميانمار في عام 1948، أعلنت الحكومة أن هذه الهجرة غير شرعية.
وقد حرم السكان الروهينغيا من الجنسية. وقد استبعدت الروهينغيا من قانون مواطنة الاتحاد. وصدر قانون المواطنة الجديد في عام 1982 والذي لم يُدرج الروهينجا في قائمة ال 135 مجموعة العرقية في البلاد. وقد حدد القانون ثلاثة مستويات للمواطنة: المستوى الأساسي كان التجنس، والذي يتطلب إثبات أن الأسرة كانت تعيش في ميانمار قبل عام 1948. وكانت الروهينغيا تفتقر بصفة عامة إلى وثائق مثل تلك التي حرمت منها عائلتها في البداية من الجنسية. وبدأ جيش ميانمار في السبعينيات حملة من القمع الوحشي في قرى الروهينجا مما أجبر سكان الروهينجا على الفرار من ميانمار. وهاجر الكثير من شعب الروهينجا بطريقة غير شرية إلى قرى بنغالية تغلب على سكانهما الديانة البوذية.
وفي 1 مايو من عام 2015 اكتُشف حوالي 32 مقابر ضحلة على منطقة جبلية نائية في تايلاند في في ما يسمى (منطقة الانتظار) التي يحتجز فيها المهاجرون غير الشرعيين قبل تهريبهم إلى ماليزيا. وعُثر على مهاجر بنجلاديشي على قيد الحياة في قبره ثم عولج في وقت لاحق في مستشفى محلي، كما ورد من وكالات الانباء التايلندية. ومع ذلك، ففي 22 أيار/مايو 2015، أنقذت البحرية الميانمارية 208 مهاجرين في البحر إذ أكّد هؤلاء المهاجرين على فرارهم من بنجلاديش. وفي أعقاب هذا الحادث اندلعت احتجاجات قومية في العاصمة، مطالبة المجتمع الدولي بالتوقف عن إلقاء اللوم على ميانمار في أزمة الروهينجا.
واكتشفت الشرطة الماليزية في 24 مايو من عام 2015 بمكان يشتبه في احتوائه على 139 قبر في سلسلة من المخيمات المهجورة التي يستخدمها تجار البشر على الحدود مع تايلاند، حيث يُعتقد أن مسلمي الروهنجيا الفارين من بورما محتجزون.
وترفض المجموعة الأثنية السائدة في المنطقة (الراخين) لقب (الروهينجا) وتفرض على هذه الجماعة قوانين محددة تتعلق بهم وتتضمن قيودًا على (الزواج وتنظيم الأسرة والتوظيف والتعليم والاختيار الديني وحرية التنقل) (قانون ألبرت 3). ويواجه الناس في ميانمار أيضًا فقرًا متفشيًا حيث يعيش 78% من الأسر تحت خط الفقر. وقد انفجرت التوترات بين الروهينغيا والجماعات الدينية الأخرى مؤخرًا في هوة النزاعات. وابتداءًا من عام 2012، وقعت الحادثة الأولى عندما اتهمت مجموعة من رجال الروهينغيا باغتصاب وقتل امرأة بوذية (ألبرت 4).
وانتقامًا منهم قام القوميون البوذيون بقتل وحرق منازل الروهينجا. رد المجتمع الدولي بإدانة (حملة التطهير العرقي) هذه. ووُضع الكثير من الروهينجا في معسكرات الاعتقال ومازال هناك أكثر من 120 ألف شخص هناك. وذُبح ووفقًا لما أكدته الأمم المتحدة في عام 2015 فإن «أكثر من 40 شخص من الروهينجا في قرية دو تشي يار تان على أيدي رجال محليين وكان من بين النتائج 10 رؤوس مقطوعة في صهريج مياه، بما في ذلك رؤوس الأطفال». (ويستكوت 1).

## إحصائيات
تُعد بنجلاديش موطنًا ل23 ألف لاجئ من الروهينجا المسجلين والذين يحتمون في مخيمين في منطقة كوكس بازار الجنونية الشرقية. وذكرت وكالة الانباء الفرنسية أن 300 ألف آخرين من لاجئي الروهينجا غير المسجلين كانوا يعيشون في بنغلادش ومعظمهم بالقرن من المعسكرين الرسميين.
وأُجبر أكثر من 140 ألف من حوالي 800 ألف إلى 1100.000 من الروهينجا على البحث عن ملجأ في معسكرات النزوح بعد أعمال الشغب التي حصلت في ولاية راخين في عام 2012 وفقًا لرويترز. وفرّ ما يقدر بنحو 100 ألف شخص من المخيمات في ذلك الحين هربًا من العنف والاضطهاد الممنهج في ميانمار.
وأُنقذ حوالي 3000 إلى 3500 لاجئ من الروهينجا في أواخر مايو من عام 2015 كانوا يسافرون إلى بلدان أخرى في جنوب شرق آسيا من ميانمار وبنجلاديش أو كانوا يضطرون إلى السباحة حتى وصولهم إلى الشاطئ. رغم الاعتقاد بأن 4000 لاجئين آخرين محاصرون مع القليل من الطعام أو الماء على القوارب العائمة في البحر.
وازداد عدد لاجئي الروهينجا في الولايات المتحدة الأمريكية بشكل كبير من عام 2014 وحتى عام 2015 وقفز عدد اللاجئين من ميانمار من 650 لاجئًا إلى 2573.  إذ وصل عدد لاجئي روهيجا إلى 2173 لاجئ في عام 2016. وقد أزال الرئيس الأمريكي أوباما العقوبات المفروضة في الأصل على ميانمار وهذا ما مكّن الولايات المتحدة من مساعدة المزيد من اللاجئين. وقد ارتفعت الهجرة إلى الولايات المتحدة من آسيا بعد صدور قانون الهجرة والجنسية الصادر في عام 1965. ومع هذين القانونين، رفعت حصة المهاجرين، وتمكن المهاجرون الآسيويون والعرب مرة أخرى من العودة إلى الولايات المتحدة. يتواجد اليوم أكبر عدد من اللاجئين والمهاجرين من الروهينجا في الولايات المتحدة في شيكاغو في ولاية  إلينوي.

## الاستجابات

### ماليزيا
رفضت ماليزيا في البداية تقديم ملجأ للأشخاص الذي يصلون إلى شاطئها ولكنها وافقت على توفير الإمدادات لهم وإرسالهم لخارجها. ثم وافقت ماليزيا وإندونيسيا لاحقًا على توفير ملجأ مؤقت للاجئي الروهينجا.

### إندونيسيا
وافقت إندونيسيا تزامنًا مع ماليزيا على توفير ملجأ للاجئي الروهينجا. وقالت وزيرة الشؤون الخارجية الأسترالية جولي بيشوب أن أندونيسيا تعتقد أن حوالي 30% إلى 40% فقط من الموجودين في البحر كانوا من الروهينجا والباقي معظمهم من العمال البنغلاديشيين غير الشرعيين.

### تايلاند
وقالت تايلاند أنها ستقدم مساعدات إنسانية ولن تُبعد القوارب التي ترغب بالدخول إلى شواطئها.

### الفلبين
أعربت حكومة الفلبين تحت إدارة الرئيس نوينوي أكينو في عام 2015 عن رغبتها في توفير مأوى لحوالي 3000 لاجئ قوارب واصل من ميانمار وبنجلاديش. وتلتزم الدولة بقواعد القانون الدولي وبتقديم المساعدة للاجئين كدولة موقعة على اتفاقية عام 1951. كما أشار قصر مالاكانانغ في بيان له إلى أن ذلك يأتي في أعقاب إيواء ومساعدة البلاد لزوارق فيتنامية من فيتنام في أواخر السبعينيات.